# Gmina Ærø
Gmina Ærø (duń. Ærø Kommune) – gmina w Danii w regionie Dania Południowa. Gmina obejmuje teren wyspy Ærø.
Gmina powstała 1 stycznia 2007 roku na mocy reformy administracyjnej z połączenia gmin Marstal i Ærøskøbing.
Siedzibą władz gminy jest miasto Ærøskøbing.